# Лудинга
Лудинга — река в России, протекает в Верховажском и Вожегодском районах Вологодской области. Устье реки находится в 37 км по правому берегу реки Ёмба. Длина реки составляет 18 км.
Лудинга берёт исток в лесах в 14 км к северо-западу от села Чушевицы. Генеральное направление течения — юго-запад. Река течёт по безлюдной лесной местности, крупных притоков нет. Впадает в Ёмбу 3 километрами выше посёлка Озёрный.

## Данные водного реестра
По данным государственного водного реестра России относится к Двинско-Печорскому бассейновому округу, водохозяйственный участок реки — озеро Кубенское и реки Сухона от истока до Кубенского гидроузла, речной подбассейн реки — Сухона. Речной бассейн реки — Северная Двина.
Код объекта в государственном водном реестре — 03020100112103000005481.